# Esymus pokornyi
Esymus pokornyi är en skalbaggsart som beskrevs av Chromy 1993. Esymus pokornyi ingår i släktet Esymus och familjen Aphodiidae. Inga underarter finns listade i Catalogue of Life.